# Гергер (Вайоц-Дзор)
Гергер (вірм. Հերհեր) — село в марзі Вайоц-Дзор, на півдні Вірменії. Село розташоване за 15 км на північний схід від міста Вайк на однойменній річці Гергер, яка є притокою річки Арпа. На південь від села проходить траса Єреван — Степанакерт, а на півночі розташовані ряд сіл, перше з яких Кармрашен, які тягнуться до траси Єхегнадзор — Мартуні.